# Poiseul-lès-Saulx
Poiseul-lès-Saulx település Franciaországban, Côte-d’Or megyében. Lakosainak száma 75 fő (2022. január 1.). Poiseul-lès-Saulx Barjon, Courtivron, Avelanges, Avot, Le Meix, Salives és Saulx-le-Duc községekkel határos.

## Népesség
A település népességének változása:
| Lakosok száma | 64   | 76   | 51   | 57   | 63   | 63   | 67   | 69   | 70   | 75   |
|               | 1968 | 1982 | 1990 | 2006 | 2013 | 2015 | 2017 | 2019 | 2020 | 2022 |